# Boopis itatiaiae
Boopis itatiaiae är en calyceraväxtart som beskrevs av Dusen. Boopis itatiaiae ingår i släktet Boopis och familjen calyceraväxter. Inga underarter finns listade i Catalogue of Life.